# 永从长官司
永从长官司，明朝时设置的长官司。
明朝初年，改福禄永从军民长官司置，治所在今贵州省黎平县南永从。属思州宣慰司，后属黎平府。正统七年（1442年）改置为永从县。